# Olympische Sommerspiele 2020/Trampolinturnen/Qualifikation
Dieser Artikel beschreibt die Qualifikation für die Wettbewerbe im Trampolinturnen bei den Olympischen Sommerspielen 2020. Insgesamt gab es 32 Quotenplätze, 16 für jedes Geschlecht. Jede Nation durfte maximal zwei Athleten pro Geschlecht stellen. Der japanischen Delegation stand ein Quotenplatz als Gastgebernation zu. Sowohl bei den Männern als auch bei den Frauen qualifizierten sich je zwei japanische Athleten über die Qualifikationswettkämpfe. Somit wurde der Quotenplatz anderweitig vergeben.

## Übersicht
| Nation             | Männer | Frauen | Quotenplätze |
| ------------------ | ------ | ------ | ------------ |
| Ägypten            | 1      | 1      | 2            |
| Australien         | 1      | 1      | 2            |
| China              | 2      | 2      | 4            |
| Frankreich         | 1      | 1      | 2            |
| Großbritannien     |        | 2      | 2            |
| Japan              | 2      | 2      | 4            |
| Kanada             |        | 2      | 2            |
| Kolumbien          | 1      |        | 1            |
| Mexiko             |        | 1      | 1            |
| Neuseeland         | 1      | 1      | 2            |
| Portugal           | 1      |        | 1            |
| ROC                | 2      | 2      | 4            |
| Ukraine            | 1      |        | 1            |
| Vereinigte Staaten | 1      | 1      | 2            |
| Belarus            | 2      |        | 2            |
| Gesamt: 15 NOKs    | 16     | 16     | 32           |

## Wettbewerbe

### Männer
| Qualifikationswettbewerb              | Datum                           | Ort            | Plätze | Qualifizierte Nation |
| ------------------------------------- | ------------------------------- | -------------- | ------ | -------------------- |
| Weltmeisterschaften 2019              | 28. November – 1. Dezember 2019 | Tokio          | 5      | China                |
| Weltmeisterschaften 2019              | 28. November – 1. Dezember 2019 | Tokio          | 5      | Belarus              |
| Weltmeisterschaften 2019              | 28. November – 1. Dezember 2019 | Tokio          | 5      | ROC                  |
| Weltmeisterschaften 2019              | 28. November – 1. Dezember 2019 | Tokio          | 5      | Frankreich           |
| Weltmeisterschaften 2019              | 28. November – 1. Dezember 2019 | Tokio          | 5      | Japan                |
| Europameisterschaften 2021            | 29. April – 2. Mai 2021         | Sotschi        | 0      | ungenutzt            |
| Afrikameisterschaften 2021            | 24. – 28. Mai 2021              | Kairo          | 1      | Ägypten              |
| Asienmeisterschaften 2021             | 4. – 5. Juni 2021               | Shantou        | 0      | ungenutzt            |
| Panamerikanische Meisterschaften 2021 | 4. – 13. Juni 2021              | Rio de Janeiro | 1      | Kolumbien            |
| Ozeanienmeisterschaften 2021          | 13. – 21. Mai 2021              | Gold Coast     | 0      | ungenutzt            |
| 2019–2020 World Cup series            | Februar 2019 – 2021             | –              | 8      | Belarus              |
| 2019–2020 World Cup series            | Februar 2019 – 2021             | –              | 8      | China                |
| 2019–2020 World Cup series            | Februar 2019 – 2021             | –              | 8      | ROC                  |
| 2019–2020 World Cup series            | Februar 2019 – 2021             | –              | 8      | Japan                |
| 2019–2020 World Cup series            | Februar 2019 – 2021             | –              | 8      | Neuseeland           |
| 2019–2020 World Cup series            | Februar 2019 – 2021             | –              | 8      | Portugal             |
| 2019–2020 World Cup series            | Februar 2019 – 2021             | –              | 8      | Australien           |
| 2019–2020 World Cup series            | Februar 2019 – 2021             | –              | 8      | Ukraine              |
| Wildcard                              | –                               | –              | 1      | Vereinigte Staaten   |
| Gesamt                                | Gesamt                          | Gesamt         | 16     | 16                   |

### Frauen
| Qualifikationswettbewerb                  | Datum                           | Ort            | Plätze | Qualifizierte Nation |
| ----------------------------------------- | ------------------------------- | -------------- | ------ | -------------------- |
| Weltmeisterschaften 2019                  | 28. November – 1. Dezember 2019 | Tokio          | 6      | China                |
| Weltmeisterschaften 2019                  | 28. November – 1. Dezember 2019 | Tokio          | 6      | Japan                |
| Weltmeisterschaften 2019                  | 28. November – 1. Dezember 2019 | Tokio          | 6      | Großbritannien       |
| Weltmeisterschaften 2019                  | 28. November – 1. Dezember 2019 | Tokio          | 6      | Kanada               |
| Weltmeisterschaften 2019                  | 28. November – 1. Dezember 2019 | Tokio          | 6      | Frankreich           |
| Weltmeisterschaften 2019                  | 28. November – 1. Dezember 2019 | Tokio          | 6      | ROC                  |
| Europameisterschaften 2021                | 29. April – 2. Mai 2021         | Sotschi        | 0      | ungenutzt            |
| Afrikameisterschaften 2021                | 24. – 28. Mai 2021              | Kairo          | 0      | Ägypten              |
| Asienmeisterschaften 2021                 | 4. – 5. Juni 2021               | Shantou        | 1      | ungenutzt            |
| Panamerikanische Meisterschaften 2021     | 4. – 13. Juni 2021              | Rio de Janeiro | 1      | ungenutzt            |
| Ozeanienmeisterschaften 2021              | 13. – 21. Mai 2021              | Gold Coast     | 1      | ungenutzt            |
| 2019–2021 World Cup series                | Februar 2019 – 2021             | –              | 8      | China                |
| 2019–2021 World Cup series                | Februar 2019 – 2021             | –              | 8      | Japan                |
| 2019–2021 World Cup series                | Februar 2019 – 2021             | –              | 8      | Großbritannien       |
| 2019–2021 World Cup series                | Februar 2019 – 2021             | –              | 8      | ROC                  |
| 2019–2021 World Cup series                | Februar 2019 – 2021             | –              | 8      | Vereinigte Staaten   |
| 2019–2021 World Cup series                | Februar 2019 – 2021             | –              | 8      | Neuseeland           |
| 2019–2021 World Cup series                | Februar 2019 – 2021             | –              | 8      | Australien           |
| 2019–2021 World Cup series                | Februar 2019 – 2021             | –              | 8      | Mexiko               |
| Neuverteilung des Gastgeber-Quotenplatzes | –                               | –              | 1      | Kanada               |
| Gesamt                                    | Gesamt                          | Gesamt         | 16     | 16                   |